# Jenna Sativa
Jenna Sativa (* 12. November 1992 in Kalifornien) ist eine US-amerikanische Pornodarstellerin und Erotikmodel. 

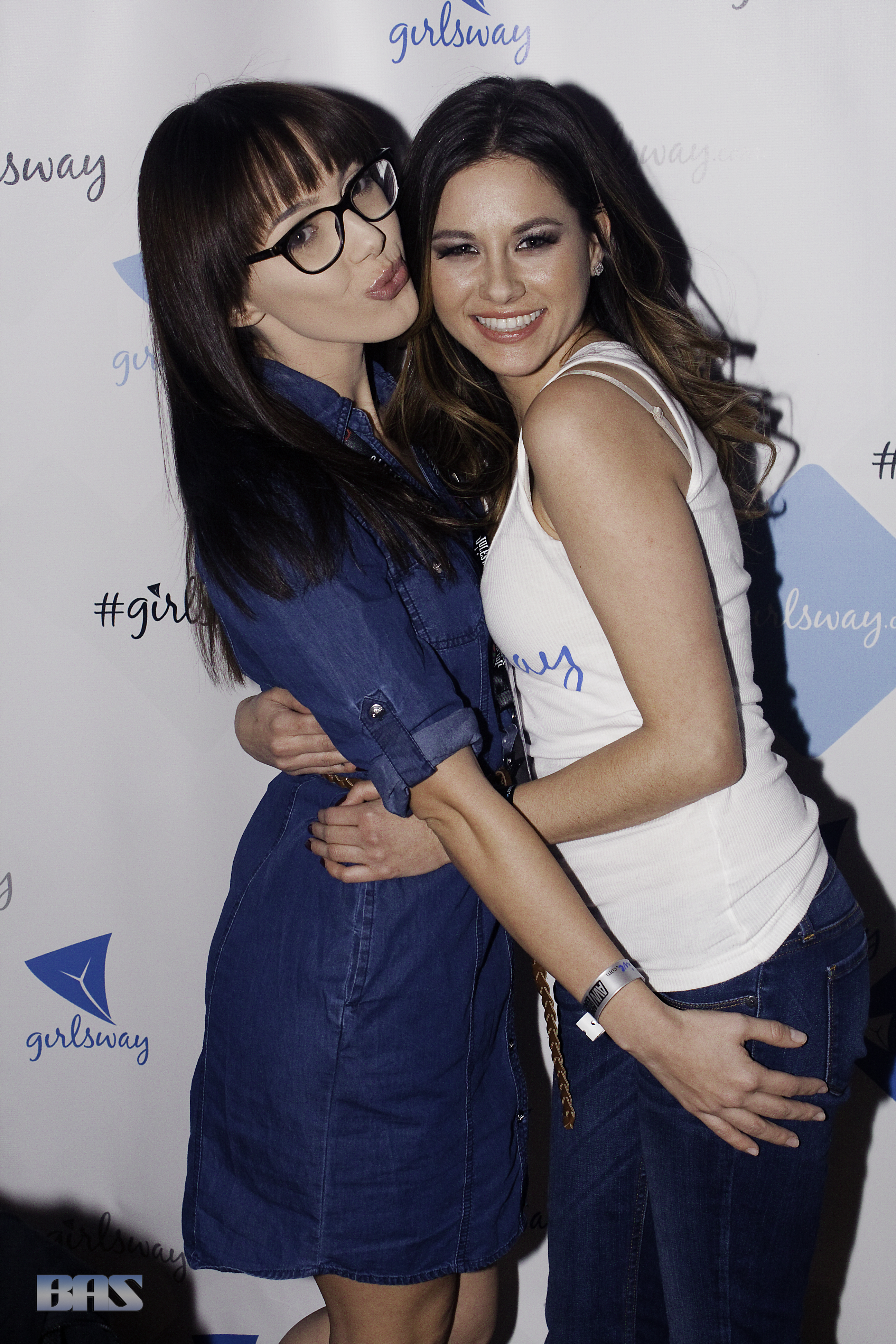
Jenna Sativa (l.) zusammen mit Shyla Jennings auf der AVN Adult Entertainment Expo 2016.

## Leben
Sativa wurde im November 1992 im US-Bundesstaat Kalifornien geboren. Sie stammt aus einer Familie brasilianischer und kubanischer Herkunft. Mit 22 Jahren wurde sie nach einem Casting für die Firma Spiegler Girls ausgewählt und ihre ersten Arbeiten als Pornodarstellerin und Erotikmodel begannen.
Sativa hat für Studios wie Evil Angel, Twistys, Elegant Angel, Girlsway, New Sensations, Mile High, Girlfriends Films, Sweetheart Video, Filly Films, Reality Kings, Erotica X, Adam & Eve, Brazzers, Wicked Pictures und Penthouse gedreht.
2016 wurde sie als Pet of the Month April der Zeitschrift Penthouse ausgewählt und erschien somit auf dem Titelblatt. 2017 wurde sie von Penthouse zum Pet of the Year ernannt.
Ebenfalls 2016 wurde Sativa zusammen mit Elsa Jean für den AVN Award als Trophy Girl, das den Gewinnern die Preise überreicht, ausgewählt.
2016 wurde Sativa als All-Girl Performer of the Year für die AVN Awards nominiert; 2017 konnte sie den Preis auch gewinnen. Nachdem sie 2016 in derselben Kategorie auch schon für die XBIZ Awards nominiert worden war, konnte sie den XBIZ Award als Girl/Girl Performer of the Year ebenfalls 2017 erringen.
Laut IAFD hat sie in mehr als 300 Pornofilmen mitgespielt.

## Auszeichnungen
- 2017: AVN Award: All-Girl Performer of the Year[10]
- 2017: XBIZ Award: Girl/Girl Performer of the Year
- 2018: AVN Award: All-Girl Performer of the Year
- 2019: AVN Award: Best All-Girl Group Sex Scene (mit Ivy Wolfe & Eliza Jane) für Flapper Girl Story
- 2019: NightMoves Award: Best Girl/Girl Performer (Editor’s Choice)